# دهستان شارک
دهستان شارک، یکی از دهستان‌های بخش تلنگ شهرستان قصرقند در استان سیستان و بلوچستان ایران است. مرکز این دهستان، روستای روسر شارک است.

## جمعیت
بر پایه سرشماری عمومی نفوس و مسکن در سال ۱۳۹۵، جمعیت دهستان شارک برابر با ۴٬۵۷۷ نفر بوده‌است.